# Roztoka (powiat tarnowski)
Roztoka (daw. Rostoka) – wieś w Polsce położona w województwie małopolskim, w powiecie tarnowskim, w gminie Zakliczyn.
| SIMC    | Nazwa     | Rodzaj    |
| ------- | --------- | --------- |
| 0837028 | Góra      | część wsi |
| 0837034 | Resztówka | część wsi |

W latach 1975–1998 miejscowość należała administracyjnie do województwa tarnowskiego.

## Zabytki
Obiekt wpisany do rejestru zabytków nieruchomych województwa małopolskiego.
- Cmentarz wojenny z I wojny światowej nr 287.

Zobacz też: Roztoka, Roztoka Ryterska, Roztoka Wielka